# 卡本萨瓦
卡本萨瓦（Carbone Savoie）是一家由Alandia Industries控股的公司，专门从事合成碳和石墨的生产。
截至2017年底，卡本萨瓦在位于布里扬松圣母村（萨瓦省）和韦尼雪（罗讷省）的两个工厂共雇佣了约350名员工。其研发部门有25名员工，创新投入占年营业额的2%。
公司年产约30,000吨碳块和石墨块。2017年，公司实现净营业收入1亿美元，其中95%的收入来自出口。
该技术广泛应用于以下领域：
- 铝电解槽中用于制造和维护铝电解槽阴极；
- 特种石墨块的制造；
- 合成石墨粉的生产，广泛应用于炭化工业及电池行业。

## 历史
卡本萨瓦的历史可以追溯到1897年，当时名为“Les Carbures métalliques”的公司在布里扬松圣母村成立，专门生产碳电极和阴极。到1920年，公司成为萨瓦冶金企业大规模兼并的一部分，最终于1922年成立了SECEMAEU（尤金公司）。1920年，公司更名为萨瓦电极公司（Société des Électrodes de Savoie），并于1952年更名为萨瓦电极和耐火材料公司（Société des Électrodes et Réfractaires de Savoie，简称SERS）。
1971年，尤金公司与佩希尼（Pechiney）合并，成为Pechiney-Ugine-Kuhlmann的子公司。1984年，公司更名为“卡本萨瓦”。1997年，联合碳化公司（Union Carbide）的石墨部门UCAR收购了公司70%的股份。
2006年，美国公司Graftech开始公司重组业务，集中生产铝工业所需的阴极，并停产用于冶金和化学工业的特种石墨和钢铁行业的电极接头（nipples）。
2004年，Alcan收购了佩希尼公司，并于2006年从Graftech手中收购了卡本萨瓦的全部股份。2007年，Alcan为现代化生产设施进行了1700万美元的大规模投资。随后，在2007年10月，Alcan被力拓（Rio Tinto）收购，卡本萨瓦成为力拓Alcan的子公司。2014年1月，卡本萨瓦宣布关闭位于拉讷默藏的工厂，导致60个工作岗位流失。2016年3月，力拓Alcan将卡本萨瓦出售给法国的重组基金Alandia Industries。

## 工业项目

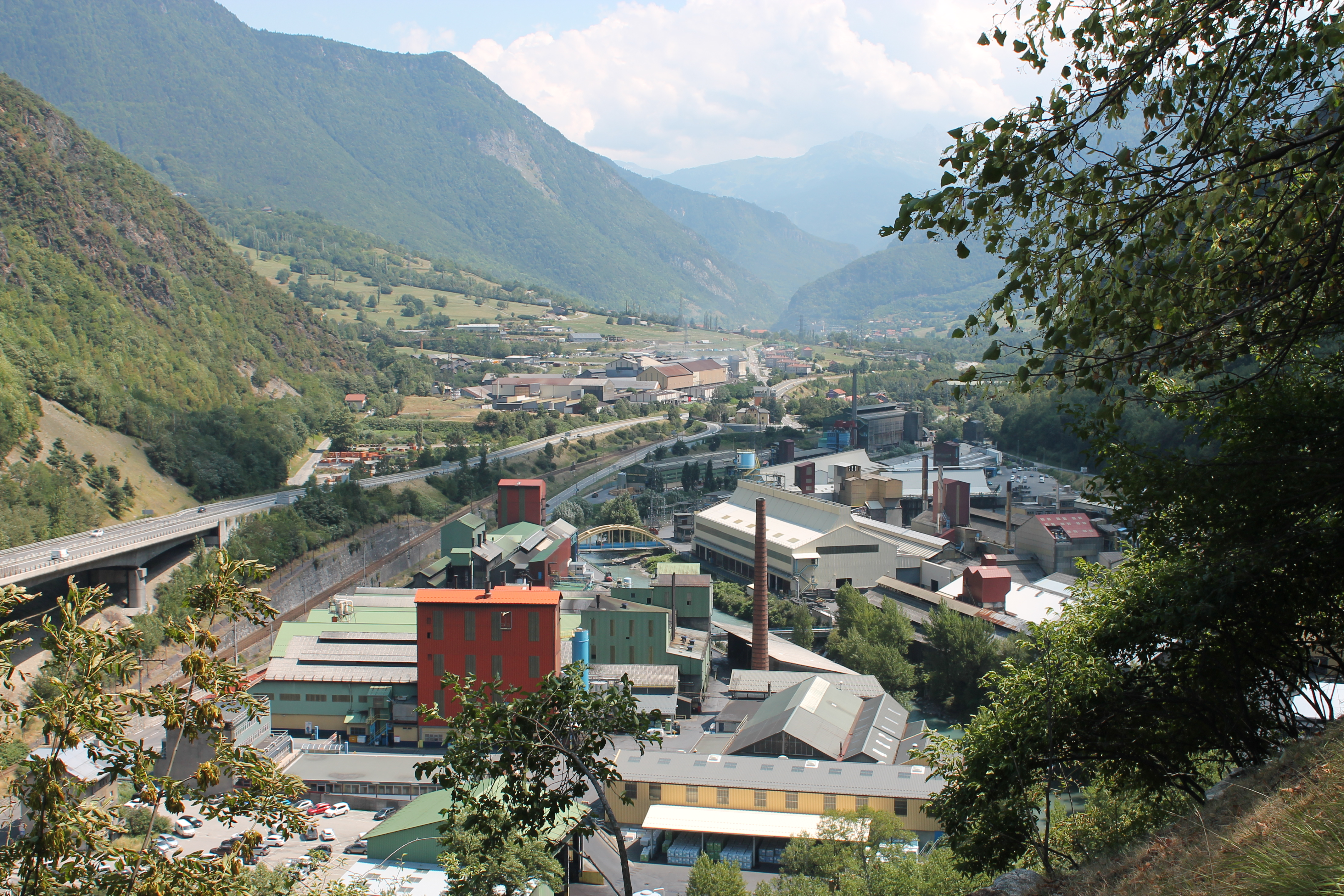
前景是 Carbone Savoie 工厂，背景左侧是 Petit-Cœur。左边是 Champ-du-Comte 高架桥。从布里昂松城堡看到的风景（2018 年夏季）。

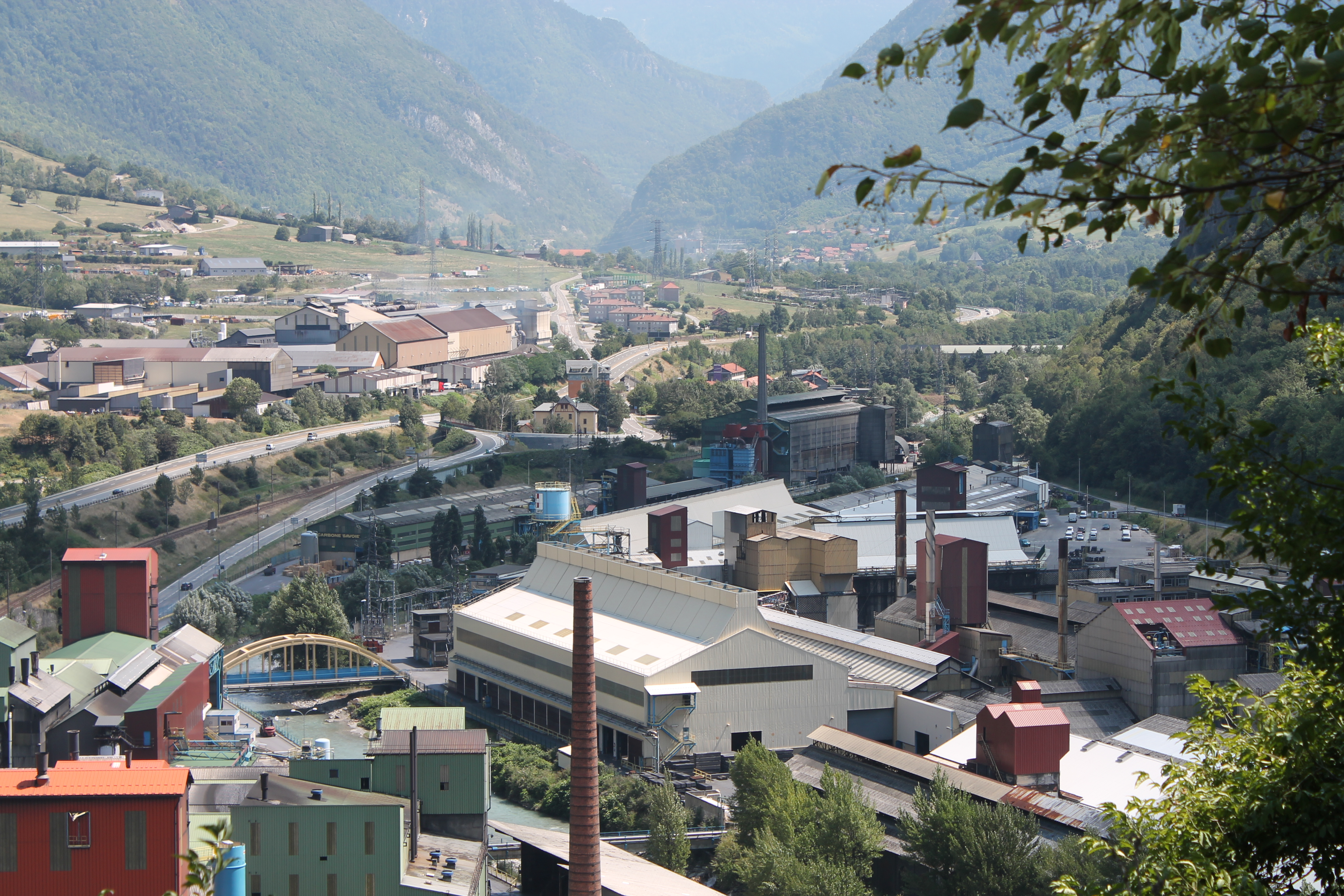
前景是 Carbone Savoie 工厂，背景左侧是 Petit-Cœur。从布里昂松城堡看到的风景（2018 年夏季）。

在Alandia Industries的推动下，卡本萨瓦启动了一项工业振兴计划，重点包括：
- 持续提高竞争力和生产力。公司实施了一项每年减少800万欧元成本的计划，以降低生产成本并恢复竞争力；[4]
- 填补生产能力并重新开放生产车间。2016年4月到2017年2月期间，营业额增长了30%；
- 实施一个为期四年的设备投资和现代化计划，总投资额为3000万欧元（2016-2019年）；[5]
- 多元化业务，特别是在特种石墨和石墨粉末领域。

2017年5月，卡本萨瓦在其布里扬松圣母村工厂启动了卡本萨瓦培训学校。第一期培训班接纳了7名年轻操作员，通过职业培训合同进行学习，目标是在培训结束后以正式员工身份签订长期合同。第二期培训班计划在2018年5月启动。
2017年9月23日，卡本萨瓦庆祝成立120周年，萨瓦省省长埃尔韦·盖马尔（Hervé Gaymard）和该地区的议员文森特·罗兰（Vincent Rolland）等出席了庆典。
2017年第四季度，Alandia Industries向员工提供了成为公司股东的机会，通过员工接管基金（FCPER）。88%的员工购买了公司股票，占公司5%的股份。
2018年4月1日，卡本萨瓦上线了新的企业资源规划系统，涵盖销售、采购、生产、财务、物流和发货等功能。
2019年，公司前景乐观，预计营业额将达到1.38亿欧元。员工的年终分红为6000欧元，与2018年相同。
自2016年4月以来，卡本萨瓦由塞巴斯蒂安·戈蒂耶（Sébastien Gauthier）领导。
碳块或石墨块的生产包括以下主要步骤：
- 原材料准备：主要由石油焦炭或无烟煤制成的原材料与粘结剂沥青混合，并在压机中压制成生块。
- 烘烤：在燃气或燃油加热的炉子中进行烘烤；
- 石墨化（如生产石墨块）：将烘烤后的块放入高温电炉中，电流通过，温度升高至约3000摄氏度；此温度下，分子重新排列，材料获得石墨的特殊性质；
- 阴极加工：根据客户要求的尺寸加工阴极；
- 发货：最终产品准备发货。